# 2А45
2А45 «Спрут-А» — буксируемая пушка 2А75 (2А46).

## Описание
Основными составляющими 2А45 «Спрут-А» являются: ствол, термозащитный кожух, казённик, люлька, противооткатные устройства, подъёмный механизм и ограждение. Ствол орудия состоит из трубы, на которой закреплён эжектор для продувки ствола от остаточных пороховых газов. На стволе закреплён термозащитный кожух, состоящий из четырёх тонкостенных цилиндрических секций. Противооткатные устройства состоят из гидравлическиого тормоза отката, закреплённого в казённике орудия и гидропневматического накатника, с помощью которого осуществляется накат. Предельная длина отката составляет 340-мм. Ствольная группа закреплена в цельнолитой люльке обойменного типа. В люльке установлены латунные втулки, по которым перемещается ствол орудия во время отката и наката, а также сектор подъёмного механизма.